# Epilobium interjectum
Epilobium interjectum là một loài thực vật có hoa trong họ Anh thảo chiều. Loài này được Smejkal mô tả khoa học đầu tiên năm 1994 publ. 1995.